# Suid-Afrikaanse Akademie vir Wetenskap en Kuns

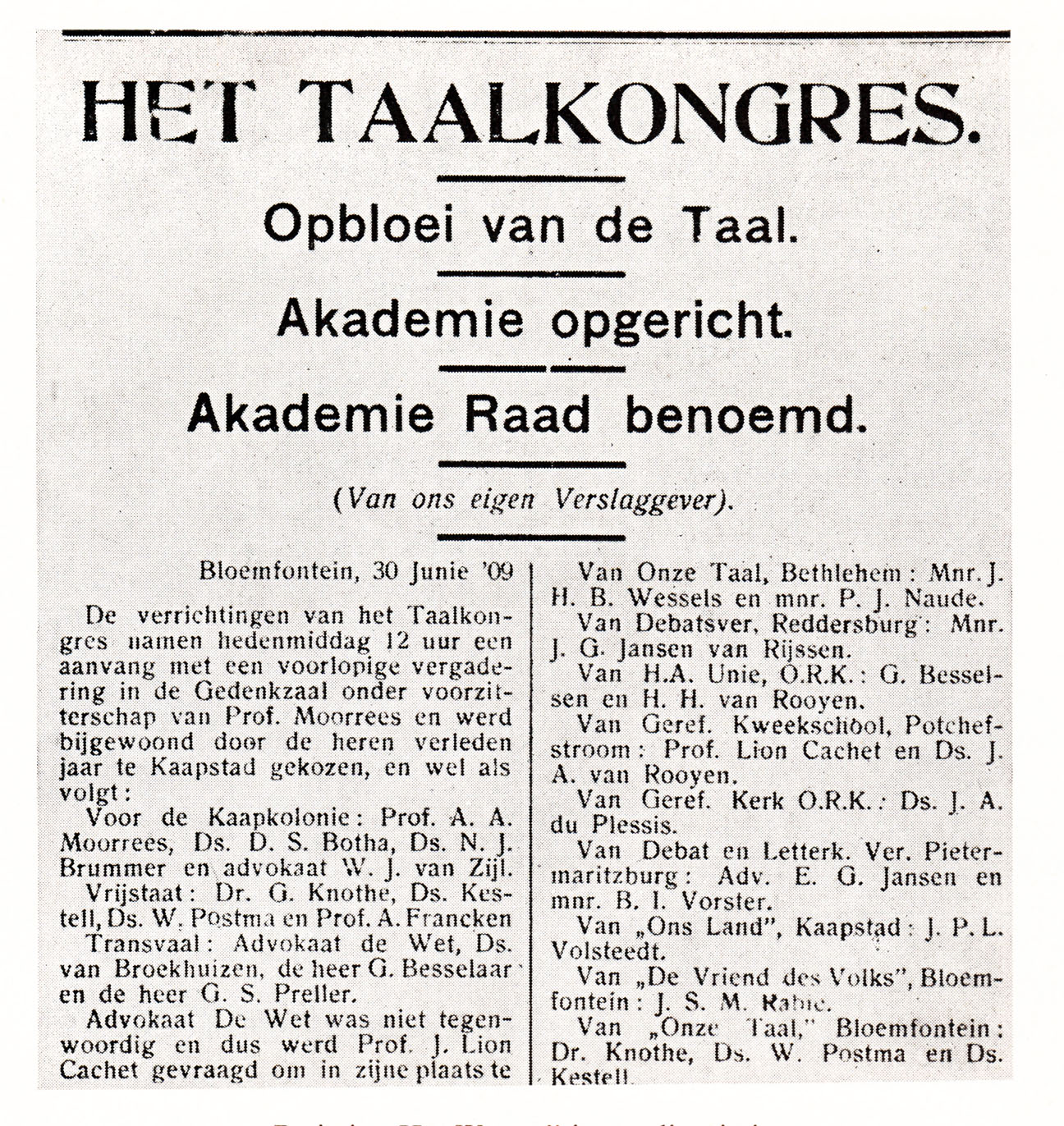
Der Bericht zur Gründung der Suid-Afrikaanse Akademie vir Wetenskap en Kuns in der Zeitung Het Westen

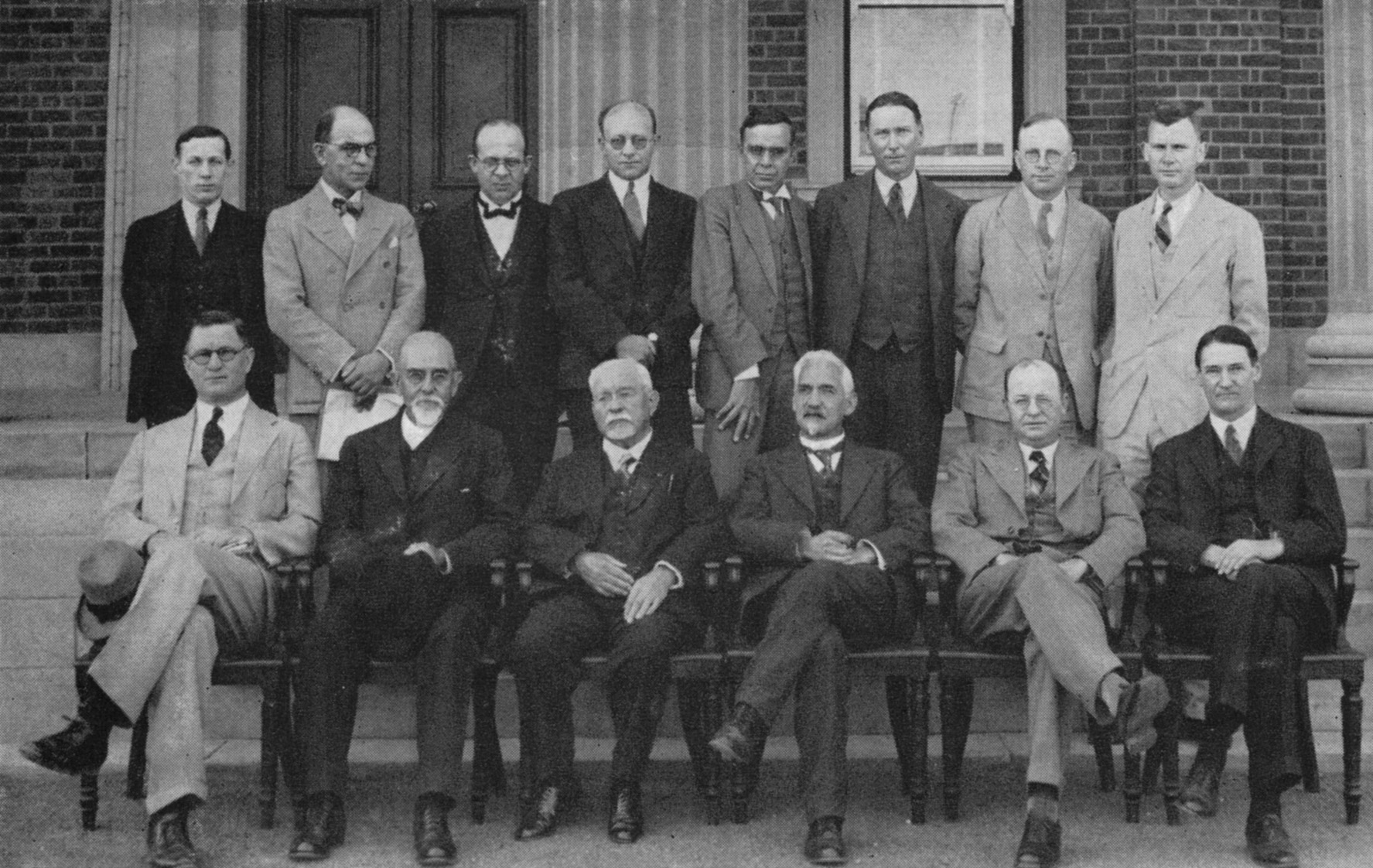
Jahresversammlung der Suid-Afrikaanse Akademie vir Taal, Lettere en Kuns, 1934

Die Suid-Afrikaanse Akademie vir Wetenskap en Kuns (deutsch etwa: „Südafrikanische Akademie für Wissenschaft und Kunst“) ist eine multidisziplinäre Organisation, die sich für die Förderung von Wissenschaft, Technologie und Kunst in Afrikaans sowie die Förderung der Verwendung des und der Qualität des Sprachgebrauchs der Sprache Afrikaans einsetzt. Der Hertzogprys wird jährlich für einen herausragenden literarischen Beitrag verliehen.

## Entstehung
Die Initiative zur Gründung der Suid-Afrikaanse Akademie vir Wetenskap en Kuns kam von Barry Hertzog. Hertzog setzte sich stark für die Niederländisch-Afrikanische Sprache ein. Er schlug vor dat een lichaam in 't leven worde geroepen ter bevordering van de Hollandse taal en letteren in Zuid-Afrika („dass eine Organisation ins Leben gerufen wird zur Förderung der holländischen Sprache und Literatur in Südafrika“). Am 2. Juli 1909, während der National Convention in Bloemfontein, kamen die ersten 30 Mitglieder der Organisation zusammen und gründeten die Zuid-Afrikaanse Akademie voor Taal, Letteren en Kunst. Das Ziel der Organisation: De handhaving en bevordering van de Hollandse Taal en Letteren, en van de Zuid-Afrikaanse Geschiedenis, Oudheidkunde en Kunst („der Gebrauch und die Förderung der holländischen Sprache und Literatur, und der südafrikanischen Geschichte, Archäologie und Kunst“), und weiter Onder 't Hollands wordt verstaan: beide taalvormen gebruiklijk in Zuid-Afrika („unter holländisch ist zu verstehen: beide Sprachformen gebraucht in Südafrika“). Das Hauptziel der Akademie war ursprünglich die Förderung von Niederländisch, aber auch Afrikaans. Der Akademiename wurde 1942 in Suid-Afrikaanse Akademie vir Wetenskap en Kuns geändert, als eine neue Fakultät „Naturwissenschaften und Technik“ gegründet wurde.

## Aufgabengebiet
Seitdem war sie unter anderem verantwortlich für die Gründung der Simon van der Stel-Stiftung und des Afrika-Institutes. Außerdem setzt sich die Akademie für eine Förderung des Interesses in die südafrikanische Geschichte, Archäologie, Kunst und die Sprache Afrikaans sowie deren Literatur ein. Die Akademie erlangte im Laufe der Jahre auch Bekanntheit für die Vergabe von Literaturpreisen (wovon der Hertzogprys der bekannteste ist) und anderen dotierten Preisen wie der N.P. van Wyk Louw-Medaille.
Die Taalkommissie der Suid-Afrikaanse Akademie vir Wetenskap en Kuns ist befugt, standardisierende Aussagen zum Afrikaans abzugeben. Zu Beginn war die Kommission fast ausschließlich mit der Festlegung einer einheitlichen Schreibweise des Afrikaans beschäftigt, betrat im Laufe der Zeit aber auch andere Gebiete des Sprachgebrauchs. Die Arbeitsweise der Kommission hat im Laufe der Jahre dazu geführt, dass ihre Rechtschreibregeln weithin als maßgeblich anerkannt wurden. Ihre Beschlüsse werden von Zeit zu Zeit als Afrikaanse woordelys en spelreëls veröffentlicht. Die achte Ausgabe erschien 1991, die neunte 2002 und die zehnte 2009.
Von 2019 bis 2024 war Anne-Marie Beukes Geschäftsführerin der Akademie. Am 16. November 2022 wurde der Geburtstag der Afrikaans-Wikipedia in den Büros der Suid-Afrikaanse Akademie vir Wetenskap en Kuns in Pretoria gefeiert. Die Akademie wurde bei den Feierlichkeiten das „physische Zuhause“ der Afrikaans-Wikipedia, als Anne-Marie Beukes, Geschäftsführerin der Akademie und Deon Steyn, Direktor der Afrikaans-Wikipedia ein Namensschild mit der Aufschrift Die Suid-Afrikaanse Akademie vir Wetenskap en Kuns is die trotse tuiste van die Afrikaanse Wikipedia („die Suid-Afrikaanse Akademie vir Wetenskap en Kuns ist das stolze Zuhause der Afrikaans-Wikipedia“).

## Vorsitzende
- Marthinus Theunis Steyn (1909–1916)
- Adriaan Moorrees (1917–1922)
- F.V. Engelenburg (1923–1925)
- D.F. Malherbe (1925–1927)
- François Stephanus Malan (1927–1930)
- F.V. Engelenburg (1930–1932)
- D.F. Malherbe (1932–1934)
- François Stephanus Malan (1936–1936)
- E.G. Jansen (1937–1938)
- S.H. Pellissier (1939–1946)
- J.K. Marais (1946–1949)
- S.P.E. Boshoff (1949–1950)
- T.H. le Roux (1950–1952)
- T.E.W. Schumann (1952–1955)
- F.E.J. Malherbe (1955–1958)
- F.J. de Villiers (1958–1961)
- P.F.D. Weiss (1961–1963)
- A.J.A. Roux (1963–1965)
- P.J. Nienaber (1965–1967)
- S. Meiring Naudé (1967–1969)
- G. Cronjé (1969–1971)
- H.L. de Waal (1971–1973)
- Gerhard J. Beukes (1973–1975)
- C. van der Merwe Brink (1975–1977)
- A.P. Grové (1977–1979)
- H.W. Snyman (1979–1981)
- F.C. Fensham (1981–1983)
- C.F. Garbers (1983–1985)
- J.A. Heyns (1985–1987)
- R.R. Arndt (1987–1989)
- Elize Botha (1989–1991) (erste Vorsitzende)
- L. Alberts (1991–1993)
- W.T. Claassen (1993–1995)
- F.P. Retief (1995–1997)
- L.M. Brümmer (1997–1999)
- P.H. Kapp (1999–2001)
- T. Erasmus (2001–2005)
- H.P. van Coller (2005–2009)
- W. van Zyl de Villiers (2009–2011)
- W.A.M. Carstens (2011–2014)
- W.J. Pienaar (2014–2017)
- Irma Eloff (2017–2020)
- Oppel Greeff (2020–2023)
- Ilse Feinauer (2023–)[1]

## Geschäftsführer
Der Titel hieß erst Sekretär, später Hauptsekretär und jetzt Geschäftsführer.
- G. Knothe (1910–1916)
- W.M.R. Malherbe (1916–1922)
- G.S. Preller (1923–1927)
- D.B. Bosman (1927–1929)
- S.P. Engelbrecht (1930–1932)
- J.S.M. Rabie (1932–1934)
- I.M. Lombard (1934–1947)
- F.C.L. Bosman (1948–1958)
- M.S. du Buisson (1958–1962)
- D.P. Goosen (1962–1967)
- D.J. van Niekerk (1968–1974)
- D.J.C. Geldenhuys (1975–1997)
- J.B.Z. Louw (1997–2000)
- Lawrey McFarlane (2001–2005)
- J. van der Elst (2005–2012)
- Dioné Prinsloo (2012–2019)
- Anne-Marie Beukes (2019–2024)

## Ehrenmitglieder
Die Ehrenmitgliedschaft in der Akademie gilt als besondere Ehre, obschon kein Preis oder Medaille überreicht wird. Ehrenmitglieder werden für herausragende Leistungen für Südafrika, die Sprache Afrikaans oder die Akademie gewürdigt.
- 1909 – F.W. Reitz
- 1912 – J.I. Marais
- 1917 – P.J.G. de Vos; C.P. Hoogenhout
- 1918 – D.F. du Toit
- 1919 – J.E.A. Volschenk
- 1921 – G.J. Malherbe
- 1922 – M.J. Stucki; G.R. von Wielligh
- 1927 – J.D. Kestell; Adriaan Moorrees
- 1930 – Jan F.E. Celliers
- 1931 – W.J. Leyds
- 1935 – D.C. Hesseling; J.S.M. Rabie
- 1938 – J.W. Pont
- 1941 – Jakob Daniël du Toit; A. Francken; J.B.M. Hertzog; F.S. Malan; Anton van Wouw
- 1942 – G.S. Preller
- 1947 – G. Besselaar; N.C. Havenga; F.E.T. Krause
- 1951 – Jochem van Bruggen
- 1953 – E.G. Jansen; D.F. Malan; M.E. Rothmann
- 1955 – J.G. Strijdom
- 1956 – Hans Vedder
- 1957 – Gerard Moerdyk, J.H. Pierneef
- 1959 – J.G.H. Bosman; B.B. Keet; Maggie Laubser; H.F. Verwoerd
- 1960 – C.R. Swart
- 1961 – T.H. le Roux; sen. C.A. van Niekerk
- 1962 – M.R. Breyne; Johannes de Klerk; T.E. Dönges
- 1963 – S.P.E. Boshoff; I.M. Lombard; N.P. van Wyk Louw; D.F. Malherbe; D.F. du T. Malherbe; T.E.W. Schumann
- 1965 – F.J. de Villiers; F.H. Odendaal; S. Henri Pellissier
- 1966 – F.C.L. Bosman; B.J. Vorster
- 1968 – J.J. Fouché; Jan van den Berg
- 1969 – G. Dekker; C.G.S. de Villiers; A.L. Geyser; T.J. Haarhoff; L.W. Hiemstra; J.E. Holloway; M.M. Jansen; A.D. Keet; F.E.J. Malherbe; H.O. Mönnig; H.J. van Eck
- 1970 – S.J. du Toit
- 1971 – G.S. Nienaber; H.G. Stoker
- 1972 – J. du P. Scholtz
- 1973 – M.S.B. Kritzinger; Theo Wassenaar
- 1974 – C.F. Krige
- 1975 – N. Diederichs
- 1977 – S. Meiring Naudé
- 1978 – A.J.A. Roux; R.L. Straszacker
- 1980 – P.J. Meyer
- 1981 – G. Cronjé; C.H. Rautenbach; H.B. Thom
- 1983 – W. Kempen; D.J. Opperman; M. Versfeld
- 1984 – Gerhard J. Beukes; P.J. Nienaber; Marais Viljoen
- 1987 – P.W. Botha; V.G. Hiemstra; H.W. Snyman
- 1988 – W.L. Grant
- 1989 – P.J. Rabie
- 1991 – P.J. Cillié; Elisabeth Eybers; Ernst van Heerden
- 1993 – H.P. van der Schijff
- 1994 – Audrey (Blignault) de Villiers
- 1995 – P.W. Hoek; A.M. Hofmeyr
- 1996 – E.P. Groenewald; A.P. Grové; D.G. Roos
- 2001 – Louw Alberts; A.E. Rupert
- 2002 – Mimi Coertse
- 2003 – C.F. Garbers; Réna Pretorius
- 2004 – Elize Botha
- 2006 – A.J. Brink; A.H. van Wyk
- 2007 – Bettie Cilliers-Barnard; G.J. Gerwel; P.H. Kapp; Franklin Sonn
- 2008 – R.R. Arndt; T.T. Cloete; S. Grové; P. Smit
- 2009 – F.W. de Klerk; N.R. Mandela; Desmond Tutu
- 2014 – Theuns Erasmus[2]
- 2015 – J.C. Steyn
- 2016 – Adam Small[3]
- 2020 – Jacques van der Elst[4]
- 2023 – Oppel Greeff

## Auszeichnungen
Die Akademie vergibt die folgenden Auszeichnungen Ehrenmedaillen, Medaillen und Stipendien.

### Preise
- Hertzogprys
- Eugène Maraisprys
- Scheepersprys vir Jeugliteratuur
- SA Akademieprys vir Vertaalde Werk
- Alba Bouwerprys vir Kinderliteratuur
- Elsabe Steenbergprys vir Vertaalde Kinder- en Jeugliteratuur in Afrikaans
- C.J. Langenhovenprys vir Taalwetenskap
- Gustav Prellerprys vir Literatuurwetenskap en Letterkundige Kritiek
- Toon van den Heeverprys vir Regswetenskap
- D.F. du Toit-Malherbeprys vir Genealogiese Navorsing
- Stalspryse
- Totiusprys vir Teologie en die studie van die grondtale van die Bybel
- Jacques van der Elstprys vir beste artikel in die Tydskrif vir Geesteswetenskappe
- Deleen Bekkerprys vir die beste rolprentdraaiboek in Afrikaans
- Samuel Edward Mqhayiprys
- Olive Schreinerprys vir Engelse Letterkunde
- Poortkompetisie (PUK-Kanselierstrustprys)
- Havengapryse
- Albert Stratingprys vir Voorkomende Geneeskunde
- FARMOVS-prys vir Farmakologie en Geneesmiddelontwikkeling
- Douw Greeffprys
- Louis Hiemstraprys vir Niefiksie
- Huberte Rupertprys vir Klassieke Musiek
- C.L. Engelbrechtprys
- Protea Boekhuisprys
- Poortprys

### Medaillen
- Tienie Hollowaymedalje vir Kleuterliteratuur
- Markus Viljoenmedalje vir Joernalistieke Prestasie
- D.F. Malanmedalje
- Ds. Pieter van Drimmelenmedalje
- N.P. van Wyk Louw-medalje
- Elizabeth C. Steijnmedalje
- Frans du Toitmedalje vir Bedryfsleiding
- Transnetmedalje
- Goue Akademiemedalje vir Natuurwetenskaplike en Tegniese Prestasie
- M.T. Steynmedalje vir Natuurwetenskaplike en Tegniese Prestasie
- Senior Kaptein Scottmedalje
- Junior Kaptein Scottmedalje
- Christo Wiese-medalje vir Bedryfsleiding

### Ehrenmedaillen
- Erepenning vir Afrikaanse Radiohoorspele en Erepenning vir Afrikaanse Radiohoorbeelde
- Erepenning vir Afrikaanse Televisiedramas en Erepenning vir Afrikaanse Dokumentêre Televisieprogramme
- Erepenning van die Akademie
- Erepenning vir Wetenskaplike Vakbevordering
- Erepenning van die Fakulteit Natuurwetenskap en Tegnologie

### Andere
- Elisabeth Eybersbeurs
- Spesiale Oorkondes